# Pravotice
Pravotice és un poble i municipi d'Eslovàquia que es troba a la regió de Trenčín. La primera menció escrita de la vila es remunta al 1232.

## Demografia
| Godina             | 1994 | 2004    | 2014   | 2024    |
| ------------------ | ---- | ------- | ------ | ------- |
| Nombre de persones | 344  | 285     | 307    | 369     |
| Diferència         |      | −17,15% | +7,71% | +20,19% |

| Godina             | 2023 | 2024   |
| ------------------ | ---- | ------ |
| Nombre de persones | 366  | 369    |
| Diferència         |      | +0,81% |